# Ugolino Vivaldi (jagare)
Ugolino Vivaldi var en av tolv jagare i Navigatori-klassen som byggdes för Regia Marina (den kungliga italienska flottan) mellan slutet av 1920-talet och början av 1930-talet.

## Design och beskrivning
Navigatori-klassen konstruerades som ett svar på de stora franska jagarna av Jaguar- och Guépard-klasserna. De hade en längd på 107,3 meter, en bredd på 10,2 meter och ett medeldjupgående på 3,5 meter. Deras deplacement var 1 900 ton vid standardlast och 2 580 ton vid fullast. Under krigstid bestod besättningen av 222-225 officerare och sjömän.
Navigatori-klassen drevs av två Belluzzo-ångturbiner som var och en drev en propelleraxel med hjälp av ånga från fyra Yarrowpannor. Turbinerna var konstruerade för att producera 55 000 axelhästkrafter (41 000 kW) och en hastighet på 32 knop (59 km/h) i drift, även om fartygen nådde hastigheter på 38-41 knop (70-76 km/h) under sina sjötester med lätt last. De rymde tillräckligt med brännolja för att ge dem en räckvidd på 3 800 nautiska mil (7 000 km) vid en hastighet på 18 knop (33 km/h).
Deras huvudbatteri bestod av sex 12-centimeterskanoner i tre dubbelkanontorn, ett vardera för och akter om överbyggnaden och det tredje midskepps. Luftvärnet bestod av ett par 40-millimeterskanoner i enkelfästen akter om den främre skorstenen och ett par dubbelkanonfästen för 13,2-millimeterskulsprutor. De var utrustade med sex 53,3-centimeters torpedtuber i två trippelfästen midskepps. Navigatori-klassen kunde bära 86-104 sjöminor.

## Konstruktion och tjänstgöring
Ugolino Vivaldi byggdes av Odero-Terni-Orlando på deras varv i Genua den 16 maj 1927, sjösattes den 9 januari 1929 och togs i drift den 6 mars 1930.
Under 1930-talet opererade Vivaldi till stor del med den italienska flottan och deltog i övningar i Medelhavet. Mellan december 1930 och januari 1931 var hon och sju systerfartyg utplacerade i Atlanten för att stödja Italo Balbos transatlantiska flygning från Italien till Brasilien. Mellan 1936 och 1938 deltog Vivaldi också i det spanska inbördeskriget, där den italienska flottan var engagerad till stöd för Francisco Francos styrkor.
Vivaldi klassificerades ursprungligen som en esploratore (flottiljledare/spaningskryssare), men omklassificerades till en jagare 1938.

## Andra världskriget
När Italien gick in i andra världskriget den 10 juni 1940 var Vivaldi, under kapten Giovanni Galati, flaggskepp för den 14:e jagardivisionen, som hon bildade tillsammans med systerfartygen Leone Pancaldo, Antonio da Noli och Lanzerotto Malocello.
I augusti 1940 rammade och sänkte Vivaldi en ubåt, HMS Oswald, och räddade nästan hela dess besättning. Under det följande ett och ett halvt året eskorterade hon dussintals konvojer mellan Italien och Nordafrika och fick rykte om sig att "aldrig förlora ett fartyg". Detta berodde på att kapten Galati ofta ignorerade order från högre befäl och istället baserade sina beslut på sin egen bedömning och erfarenhet; liksom andra officerare vid den tiden var han övertygad om att förrädare som gömde sig i de höga graderna informerade de allierade om de konvojer som seglade till Afrika, och att ignorerandet av instruktionerna skulle minska risken för att bli avlyssnade (faktiskt orsakades avlyssningen av många konvojer inte av förrädare utan istället av ULTRA-avlyssningar, vars existens var okänd för axelmakternas styrkor). Under eskortoperationer i slutet av 1941 och början av 1942 tjänstgjorde Vivaldi ofta som flaggskepp för amiral Amedeo Nomis di Pollone, befälhavare för jagargruppen.
I juni 1942 deltog Vivaldi, nu under kapten Ignazio Castrogiovanni, i en attack mot en brittisk konvoj till Malta (Operation Harpoon) och när hon drabbade samman med de eskorterande jagarna fick hon en träff i maskinrummet som startade en massiv brand och lämnade henne immobiliserad. Vivaldi och hennes följeslagare Malocello mötte fem brittiska jagare (Bedouin, Partridge, Marne, Matchless, Ithuriel) och vid ett tillfälle meddelade kapten Castrogiovanni via radio "Jag ska kämpa till det sista, länge leve kungen" och beordrade Malocello att överge Vivaldi åt sitt öde och rädda sig själv. Malocello vägrade och stannade kvar för att skydda sitt förlamade systerskepp. Vid denna tidpunkt återkallade den brittiske eskortledaren, som vid den tidpunkten stod inför huvuddelen av den italienska attackstyrkan (två kryssare och ytterligare tre jagare) som närmade sig, sina jagare att dra sig undan från Vivaldi och Malocello och bistå i huvudstriden. Branden på Vivaldi pågick i timmar och delade praktiskt taget fartyget i två delar, med besättningen i fören oförmögen att gå till aktern och vice versa, men till slut släcktes lågorna och hon bogserades till hamn. Reparationerna av dessa skador tog nästan ett år.
Den 9 september 1943, efter det italienska vapenstilleståndet, fick Vivaldi och systerfartyget Da Noli order om att segla från Genua till Civitavecchia nära Rom, där de skulle ta ombord kungen och regeringen och föra dem till La Maddalena på Sardinien för att förhindra att de erövrades av de tyska styrkorna, som hade inlett Operation Achse. Men när de två fartygen anlände till Civitavecchia återkallades ordern, eftersom tyskarna redan hade tagit vägen mellan Rom och Civitavecchia och kungen hade flytt till Pescara, på andra sidan Italiens kust. Vivaldi och Da Noli fick order om att segla västerut för att möta resten av den italienska flottan utanför La Maddalena, och när de väl var där fick de order om att anfalla tyska fartyg som höll på att överföra tyska trupper från Sardinien till Korsika. De gjorde det och sänkte eller skadade några av dessa farkoster, men de hamnade under eld från kustbatterierna på den korsikanska kusten, vars personal - som tillhörde svartskjortorna - hade överlämnats till tyskarna. Da Noli sänktes av en mina och Vivaldi skadades svårt, men lyckades ta sig därifrån. Några timmar senare, när hon seglade västerut med reducerad hastighet, attackerades hon igen av tyska bombplan och skadades ytterligare av en Henschel Hs 293-glidbomb. Hon fortsatte att segla i några timmar till med en hastighet på några knop, medan besättningen kämpade för att rädda fartyget, men till slut slutade hennes svårt skadade motorer att fungera, och hennes befälhavare, kapten Francesco Camicia, beordrade att hon skulle sänkas. Vivaldi sjönk den 10 september, cirka 50 sjömil väster om ön Asinara, och tog med sig kommendörkapten Alessandro Cavriani och underofficer Virginio Fasan, som hade gått tillbaka ombord för att påskynda sänkningen.
Några av Vivaldis överlevande räddades av tyska sjöflygplan som omedelbart därefter besköts och förstördes av amerikanska flygplan, varvid några av dem dödades. Andra plockades upp av ett tyskt fartyg och hamnade i krigsfångeläger i Tyskland, och några räddades av ett amerikanskt pontonflygplan. En annan grupp plockades upp av en brittisk ubåt, HMS Sportsman, som förde dem till Algeriet, och dussintals andra nådde Balearerna (Spanien) efter att ha tillbringat dagar till havs i olika båtar, några av dem var på drift i en vecka eller mer. Totalt omkom 58 besättningsmedlemmar och 240 räddades eller lyckades ta sig till Spanien.